# Kali metasilicat
Kali silicat là tên của một họ các hợp chất vô cơ. Kali silicat phổ biến nhất có công thức K
2SiO
3, các mẫu chứa các lượng nước khác nhau. Đây là chất rắn màu trắng hoặc dung dịch không màu.

## Tổng hợp, phản ứng
Kali silicat có thể được tổng hợp trong phòng thí nghiệm bằng cho silic dioxide phản ứng với kali hydroxide, theo phương trình lý phản ứng:
{\displaystyle {\ce {{\mathit {n}}SiO2+2KOH->K2O.{\mathit {n}}SiO2+H2O}}}
Các dung dịch này có độ kiềm cao.

## Ứng dụng

### Bảo vệ gỗ chống cháy
Việc ngâm tẩm gỗ bằng dung dịch kali silicat là một cách dễ dàng và chi phí thấp để làm cho đồ gỗ của nhà an toàn chống lại sự bùng cháy. Các đồ gỗ trước tiên được bão hòa với một dung dịch kali silicat pha loãng và gần như trung hòa. Sau khi sấy, thường phun một hoặc hai lớp của dung dịch tập trung hơn.

### Trồng trọt
Trong trồng trọt, kali silicat được sử dụng làm nguồn kali và silic hòa tan. Nó làm cho môi trường ngày càng có tính kiềm.
Nó cũng được sử dụng làm chất bổ sung (kết hợp với phân bón bình thường) vì nhiều lợi ích làm tăng tính sẵn có của các hợp chất silic. Các hợp chất có chứa silic có giá trị đối với thực vật. Thân cây có thể chịu được hạn hán, chống lại héo và cây trồng có lá và quả lớn hơn (vì thân cây có thể hỗ trợ nhiều trọng lượng hơn).

### Sử dụng công nghiệp
Một số phương pháp làm sạch bằng kim loại sử dụng kali silicat cũng như một chất ức chế ăn mòn. Nó cũng tìm thấy nhiều ứng dụng khác nhau trong việc chế tạo que hàn hoặc thậm chí là mỹ phẩm.

## An toàn
Kali silicat có độ kiềm mạnh.